# Renault Nervasport des Records
El Renault Nervasport des Records es un monoplaza de competición del año 1934, basado en el Renault Nervasport del fabricante de automóviles francés Renault.

## Historia
Tras el éxito de los récords de resistencia y velocidad del Renault 40CV des Records de 1926, Louis Renault hizo diseñar este nuevo modelo en su estudio de diseño, basándose en el chasis y motor de sus Renault Nervasport y Renault Nerva Grand Sport de la época.

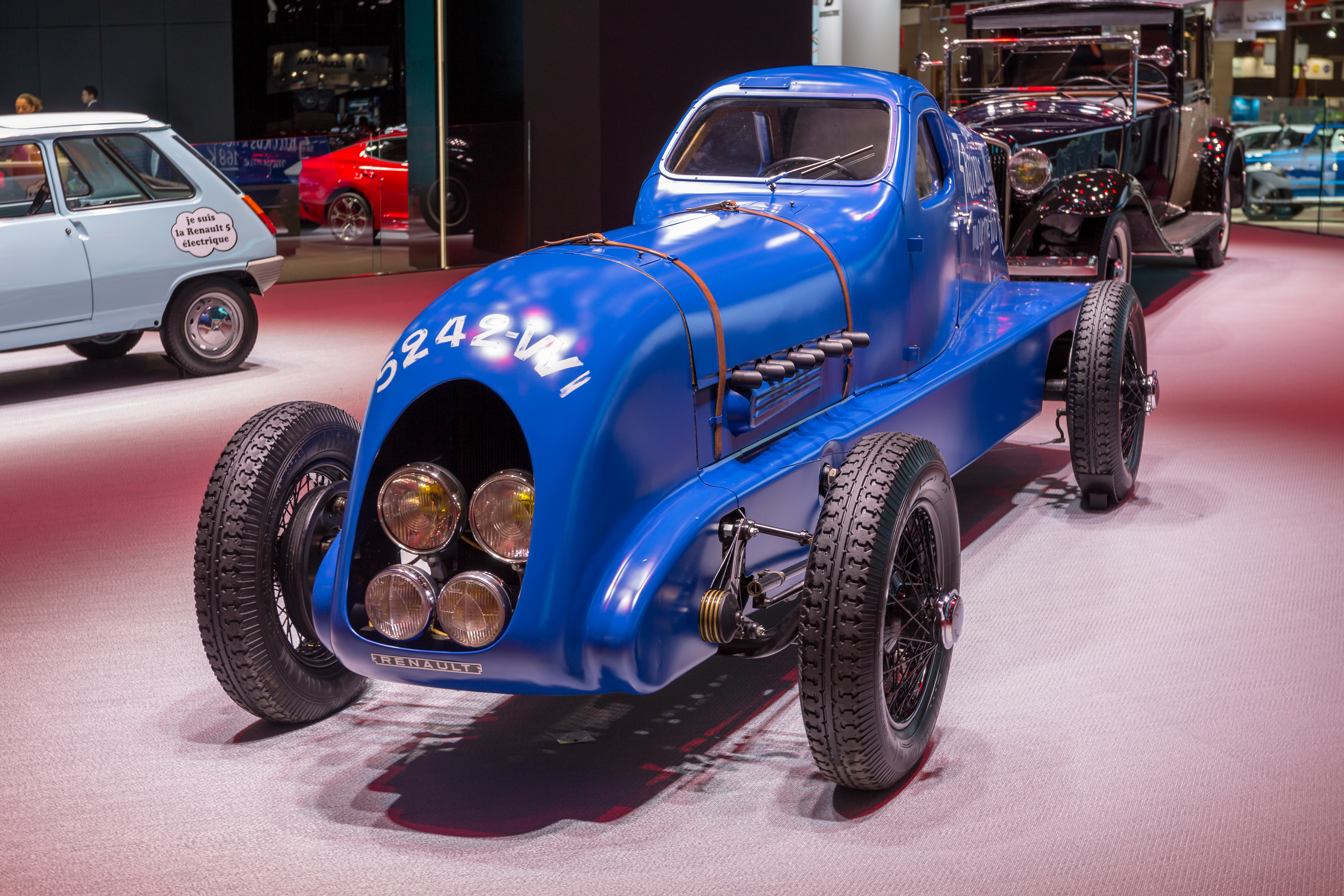
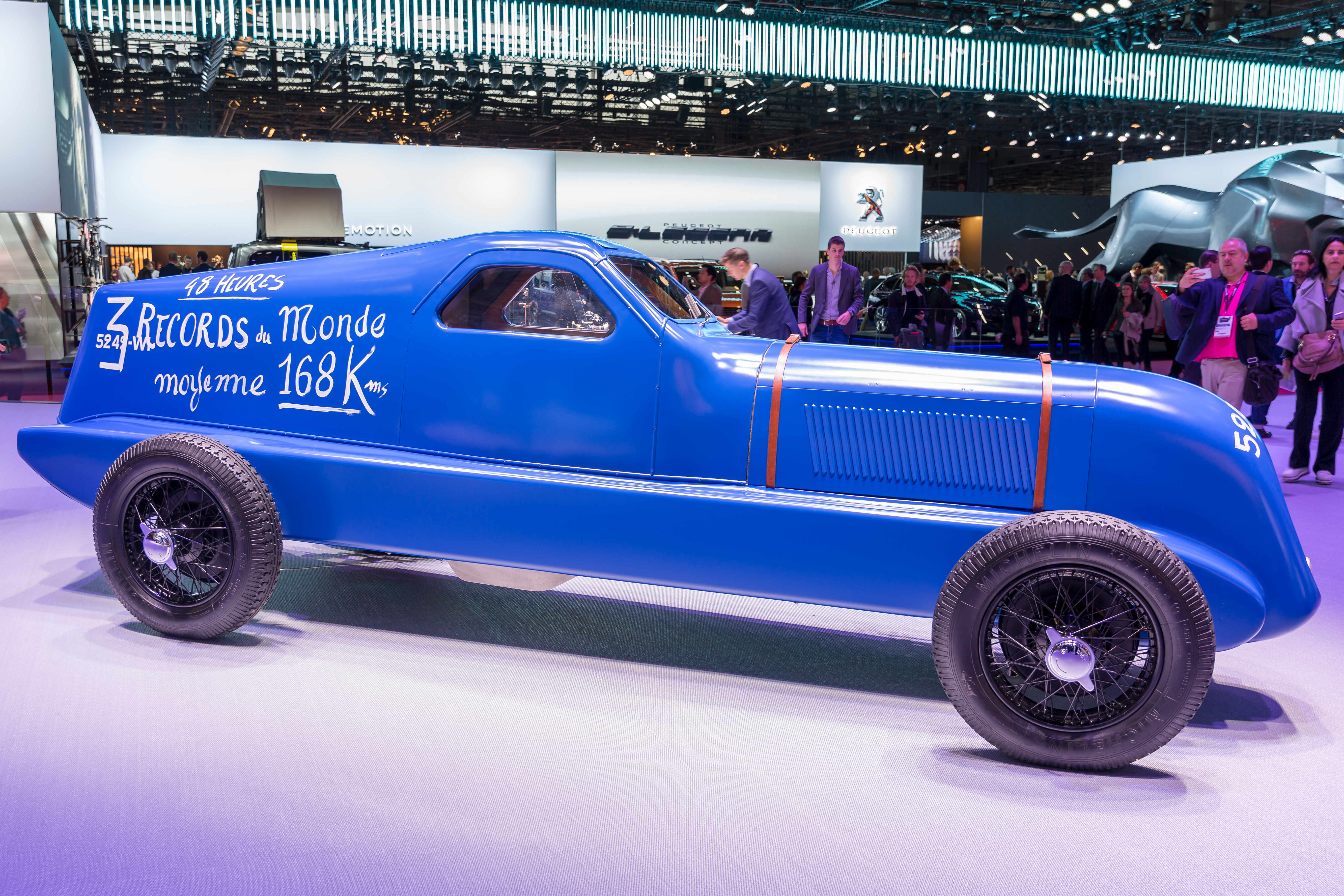
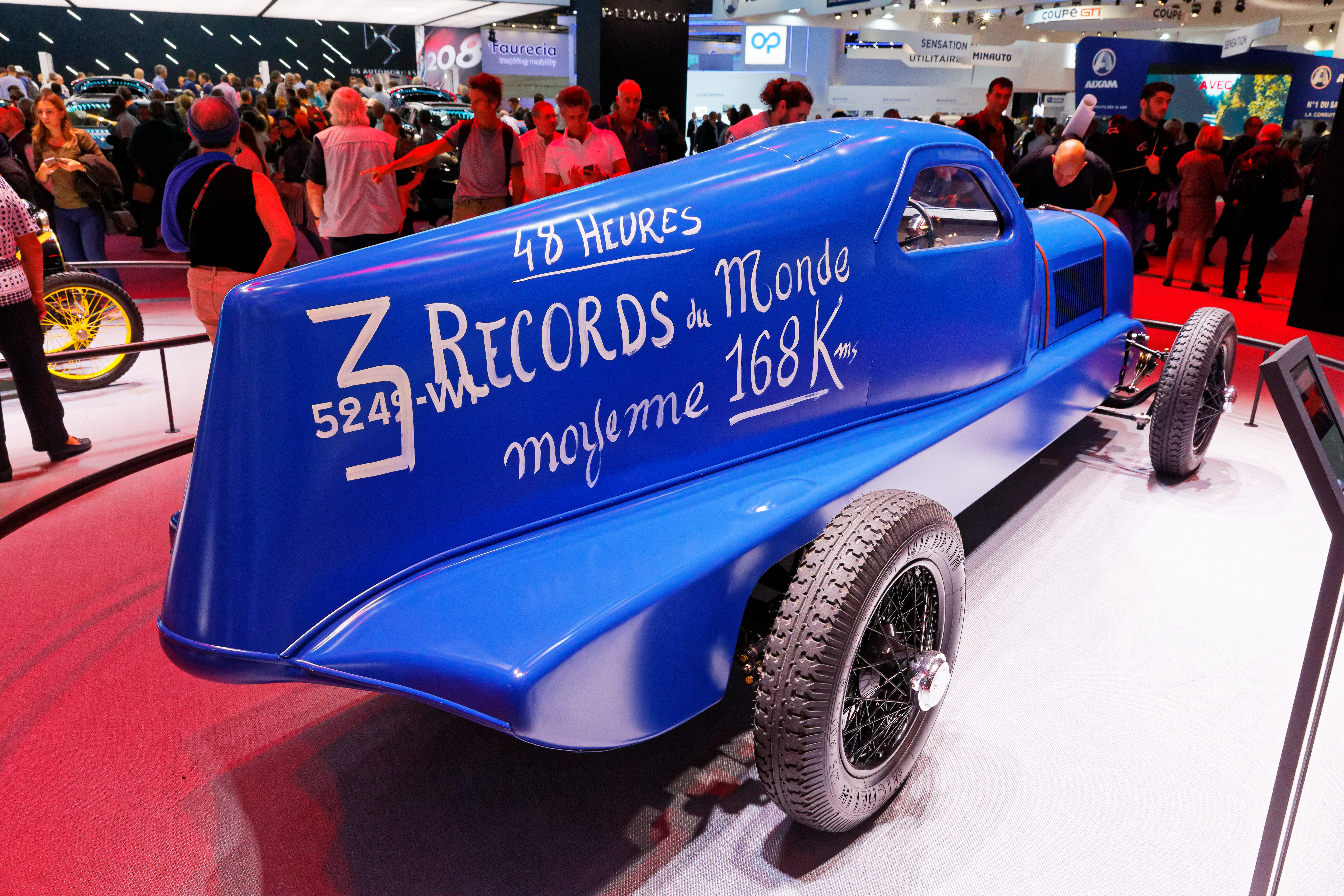

## Carrocería
La carrocería, recuerda al fuselaje de un avión, es extremadamente estrecha, con una parte trasera fastback, sostenida por un marco de madera.
Fue diseñado por Marcel Riffard, ingeniero de la compañía aeronáutica Caudron (comprada por Renault en 1933), inspirándose entre otras cosas en los fuselajes de sus aviones de carreras Caudron-Renault C.362 y el Caudron-Renault C.460.

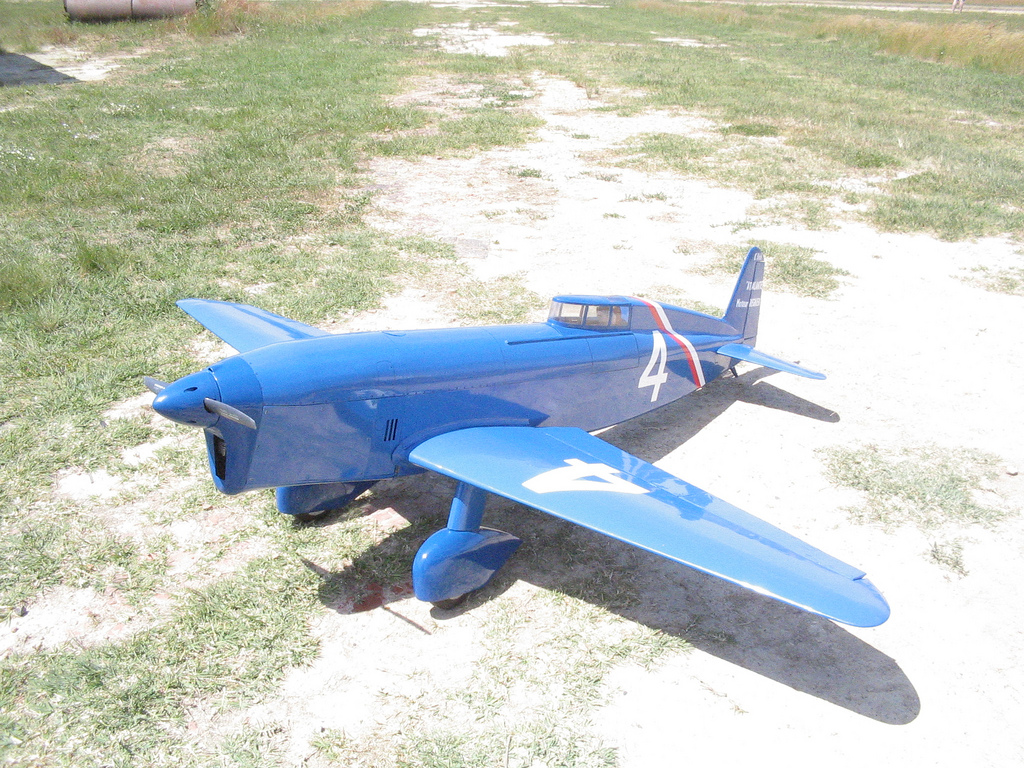
Caudron-Renault C.362 (1933)
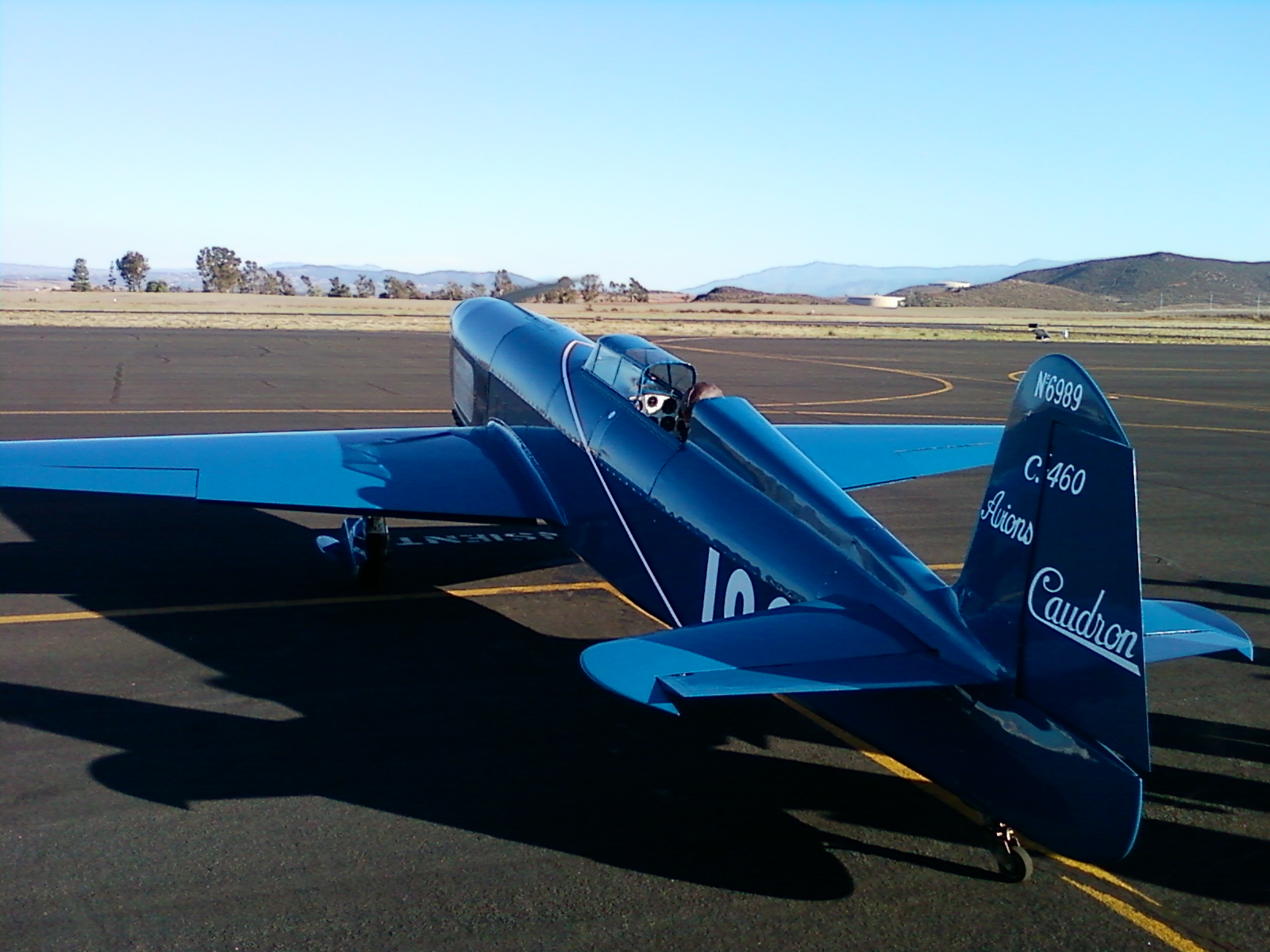
Caudron-Renault C.460 (1934)

## Actualidad
Una réplica reconstruida por Renault forma parte hoy de la colección Renault Classic, expuesta periódicamente en todo el mundo para promocionar la marca.  